# Parascutigera montana
Parascutigera montana är en mångfotingart som beskrevs av Karl Wilhelm Verhoeff 1937. Parascutigera montana ingår i släktet Parascutigera och familjen spindelfotingar. Inga underarter finns listade i Catalogue of Life.